# Naoto Sakurai
Naoto Sakurai (jap. 桜井 直人 Sakurai Naoto; ur. 2 września 1975) – japoński piłkarz występujący na pozycji napastnika.

## Kariera klubowa
Od 1994 do 2008 roku występował w klubach Urawa Reds, Tokyo Verdy i Omiya Ardija.